# ISEE 3
La nave espacial Explorador internacional de cometas (en inglés: International Cometary Explorer, ICE), diseñada y lanzada como el satélite International Sun-Earth Explorer-3 (ISEE-3), fue lanzada el 12 de agosto de 1978, en una órbita heliocéntrica. Fue una de las tres naves espaciales, junto con el par madre/hija de ISEE-1 e ISEE-2, construidas para el programa Exploración internacional Sol-Tierra (en inglés International Sun-Earth Explorer, ISEE), un esfuerzo conjunto de la NASA y ESRO/ESA para estudiar la interacción entre el campo magnético terrestre y el viento solar.
ISEE-3 fue la primera nave espacial que se colocó en una órbita de halo en el punto de Lagrange L 1 Tierra-Sol. Rebautizada como ICE, se convirtió en la primera nave espacial en visitar un cometa,  pasando a través de la cola de plasma del cometa Giacobini-Zinner a unos 7.800 km (4.800 mi) del núcleo el 11 de septiembre de 1985.
La NASA suspendió el contacto de rutina con ISEE-3 en 1997 y realizó breves verificaciones de estado en 1999 y 2008.
El 29 de mayo de 2014, ISEE-3 Reboot Project, un grupo no oficial, restableció la comunicación bidireccional con la nave espacial, con el apoyo de la compañía Skycorp y SpaceRef Interactive. El 2 de julio de 2014, encendieron los propulsores por primera vez desde 1987. Sin embargo, los encendidos posteriores de los propulsores fallaron, aparentemente debido a la falta de presión de nitrógeno en los tanques de combustible. El equipo del proyecto inició un plan alternativo para utilizar la nave espacial para "recolectar datos científicos y enviarlos de vuelta a la Tierra", pero el 16 de septiembre de 2014 se perdió el contacto con la sonda.